# SV Westende Hamborn
SV Westende Hamborn is een Duitse voetbalclub, uit Hamborn, een stadsdeel van Duisburg.

## Geschiedenis
De club werd opgericht in 1930 en speelde in de Gauliga, de hoogste klasse. In 1943 werd de club kampioen en plaatste zich voor de eindronde om de Duitse landstitel, waar de club in de tweede ronde door VfR Mannheim werd uitgeschakeld met 8-1. Tegenwoordig speelt de club in de laagste reeksen.

## Erelijst
Gauliga Niederrhein
1943